# Ravni Žakan
Ravni Žakan je nenaseljeni otočić u hrvatskom dijelu Jadranskog mora.
Njegova površina iznosi 0,299 km². Dužina obalne crte iznosi 2,97 km.
Na otočiću su izgrađene dvije konobe i dvije lučice.